# لوران يموان
لوران يموان (24 أبريل 1998 في بلجيكا - ) هو لاعب كرة قدم بلجيكي في مركز الدفاع. لعب مع نادي كلوب بروج.

## وصلات خارجية
- لوران يموان على موقع الاتحاد البلجيكي (الإنجليزية)
- لوران يموان على موقع قاعدة بيانات كرة القدم.إي يو (الإنجليزية)
- لوران يموان على موقع Soccerway.com (الإنجليزية)